# Amstel Gold Race 2019
Das Amstel Gold Race 2019 war die 54. Austragung dieses Straßenrennens für Männer. Das Rennen fand am 21. April statt und war Teil der UCI WorldTour.

## Teilnehmende Mannschaften
| WorldTeams (18)- Dimension Data - Mitchelton-Scott - Bahrain-Merida - AG2R La Mondiale - Astana - Bora-hansgrohe - CCC Team - Deceuninck-Quick Step - EF Education First - Groupama-FDJ - Lotto Soudal - Movistar Team - Team Jumbo-Visma - Katusha-Alpecin - Sky - Team Sunweb - Trek-Segafredo - UAE Team Emirates Professional Continental Teams (7)- Corendon-Circus - Roompot-Charles - Bardiani CSF - Israel Cycling Academy - Sport Vlaanderen-Baloise - Vital Concept-B&B Hotels - Wanty-Groupe Gobert |
| |

## Streckenführung
Die Strecke war im Wesentlichen identisch zu der des Vorjahrs. Das Rennen begann in Maastricht und führte über rund 30 kurze Anstiege im Süden der Provinz Limburg. Im Finale wurden auf den letzten 45 Kilometern in kurzer Folge Gulperberg, Eyserbosweg, Keutenberg und Cauberg befahren, bevor es auf eine Schlussrunde über den Geulhemmerberg und Bemelerberg ging. Wie schon in den beiden Vorjahren war der Cauberg nicht mehr der Schlussanstieg; vielmehr ging es nach dem Bemelerberg über kleine Straßen zum kleinen Ort Terblijt und von dort über die Oeveregrubbe, eine kleine, leicht ansteigende Straße, zum Valkenburger Ortsteil Vilt, wo die 900 m lange Zielgerade begann.

## Rennverlauf und Ergebnis
Die niederländischen Hoffnungen auf den ersten Sieg seit 2001 im bedeutendsten Rennen des Landes ruhten in erster Linie auf Mathieu van der Poel, der im Trikot des niederländischen Meisters antrat. Van der Poel hatte in den Jahren zuvor durch seine Leistungen im Cyclocross auf sich aufmerksam gemacht und trat erstmals bei den Frühjahrsklassikern an. Dem Amstel Gold Race im rot-weiß-blauen Trikot maß er nach eigenen Angaben solche Bedeutung zu, dass er dafür auf Paris–Roubaix verzichtete.
Im Rennen attackierte Van der Poel am Gulperberg auf dem Hauptfeld heraus, wurde aber bald eingeholt und hatte auf den Gegenangriff von Julian Alaphilippe, Jakob Fuglsang und anderen am Eyserbosweg keine Antwort. Am Cauberg versuchten weitere einzelne Fahrer nach vorne aufzuschließen, so dass eine ungewöhnliche Rennkonstellation aus mehreren Duos und Einzelkämpfern an der Spitze zustande kam. 
Am Bemelerberg, 6 km vor dem Ziel, hatten Alaphilippe und Fuglsang 40 Sekunden Vorsprung vor Matteo Trentin und Michał Kwiatkowski, dahinter fuhr Maximilian Schachmann allein vor Bauke Mollema und Simon Clarke. Mit etwa 1:20 min Rückstand folgte eine fünfte Gruppe aus Van der Poel sowie Bjorg Lambrecht, Romain Bardet, Valentin Madouas und Alessandro De Marchi. Alles deutete auf einen Sieg von Alaphilippe oder Fuglsang hin.
Allerdings konnte sich Fuglsang keine Chancen im Sprint gegen Alaphilippe ausrechnen. Nach zwei vergeblichen Attacken stellte er auf den letzten drei Kilometern gänzlich die Mitarbeit ein, und die beiden begannen frühzeitig, sich zu belauern. Gleichzeitig konnte die fünfte Gruppe unter maßgeblicher Führung Van der Poels nach und nach zu den anderen Fahrern aufschließen. Zu Beginn der Zielgeraden tauchten die Verfolger unerwartet kurz hinter den Führenden auf, zu denen noch Kwiatkowski aufgeschlossen hatte. Van der Poel übernahm 600 m vor dem Ziel die Führung in der Verfolgergruppe und überspurtete auf den letzten 200 Metern Alaphilippe und Fuglsang, die zusätzlich noch Simon Clarke an sich vorbei lassen mussten.
Für Van der Poel bedeutete dieser Erfolg den Durchbruch als Straßenfahrer; seine Leistung wurde von der Fachwelt mit Begeisterung aufgenommen, und das Finale als eines der besten aller Zeiten bezeichnet. Die im Finale benutzte Straße Oeveregrubbe erhielt kurze Zeit später den Namen Mathieu van der Poel Allee.
| \| Gesamtwertung \| Gesamtwertung \| Gesamtwertung \| Gesamtwertung \| Gesamtwertung \| \| Fahrer \| Fahrer \| Land \| Team \| Zeit \| \| ------------- \| --------------------- \| ------------- \| --------------------- \| --------------- \| \| 1. \| Mathieu van der Poel \| Niederlande \| Corendon-Circus \| 6 h 28 min 18 s \| \| 2. \| Simon Clarke \| Australien \| EF Education First \| + 0 s \| \| 3. \| Jakob Fuglsang \| Dänemark \| Astana \| + 0 s \| \| 4. \| Julian Alaphilippe \| Frankreich \| Deceuninck-Quick Step \| + 0 s \| \| 5. \| Maximilian Schachmann \| Deutschland \| Bora-Hansgrohe \| + 0 s \| \| 6. \| Bjorg Lambrecht \| Belgien \| Lotto-Soudal \| + 0 s \| \| 7. \| Alessandro De Marchi \| Italien \| CCC Team \| + 0 s \| \| 8. \| Valentin Madouas \| Frankreich \| Groupama-FDJ \| + 0 s \| \| 9. \| Romain Bardet \| Frankreich \| AG2R La Mondiale \| + 0 s \| \| 10. \| Matteo Trentin \| Italien \| Mitchelton-Scott \| + 0 s \| |                       |             |                       |                 |
| |                       |             |                       |                 |
| Quelle: ProCyclingStats |                       |             |                       |                 |
| Gesamtwertung |                       |             |                       |                 |
| Fahrer | Fahrer                | Land        | Team                  | Zeit            |
| 1. | Mathieu van der Poel  | Niederlande | Corendon-Circus       | 6 h 28 min 18 s |
| 2. | Simon Clarke          | Australien  | EF Education First    | + 0 s           |
| 3. | Jakob Fuglsang        | Dänemark    | Astana                | + 0 s           |
| 4. | Julian Alaphilippe    | Frankreich  | Deceuninck-Quick Step | + 0 s           |
| 5. | Maximilian Schachmann | Deutschland | Bora-Hansgrohe        | + 0 s           |
| 6. | Bjorg Lambrecht       | Belgien     | Lotto-Soudal          | + 0 s           |
| 7. | Alessandro De Marchi  | Italien     | CCC Team              | + 0 s           |
| 8. | Valentin Madouas      | Frankreich  | Groupama-FDJ          | + 0 s           |
| 9. | Romain Bardet         | Frankreich  | AG2R La Mondiale      | + 0 s           |
| 10. | Matteo Trentin        | Italien     | Mitchelton-Scott      | + 0 s           |